# Landwasser (Freiburg im Breisgau)

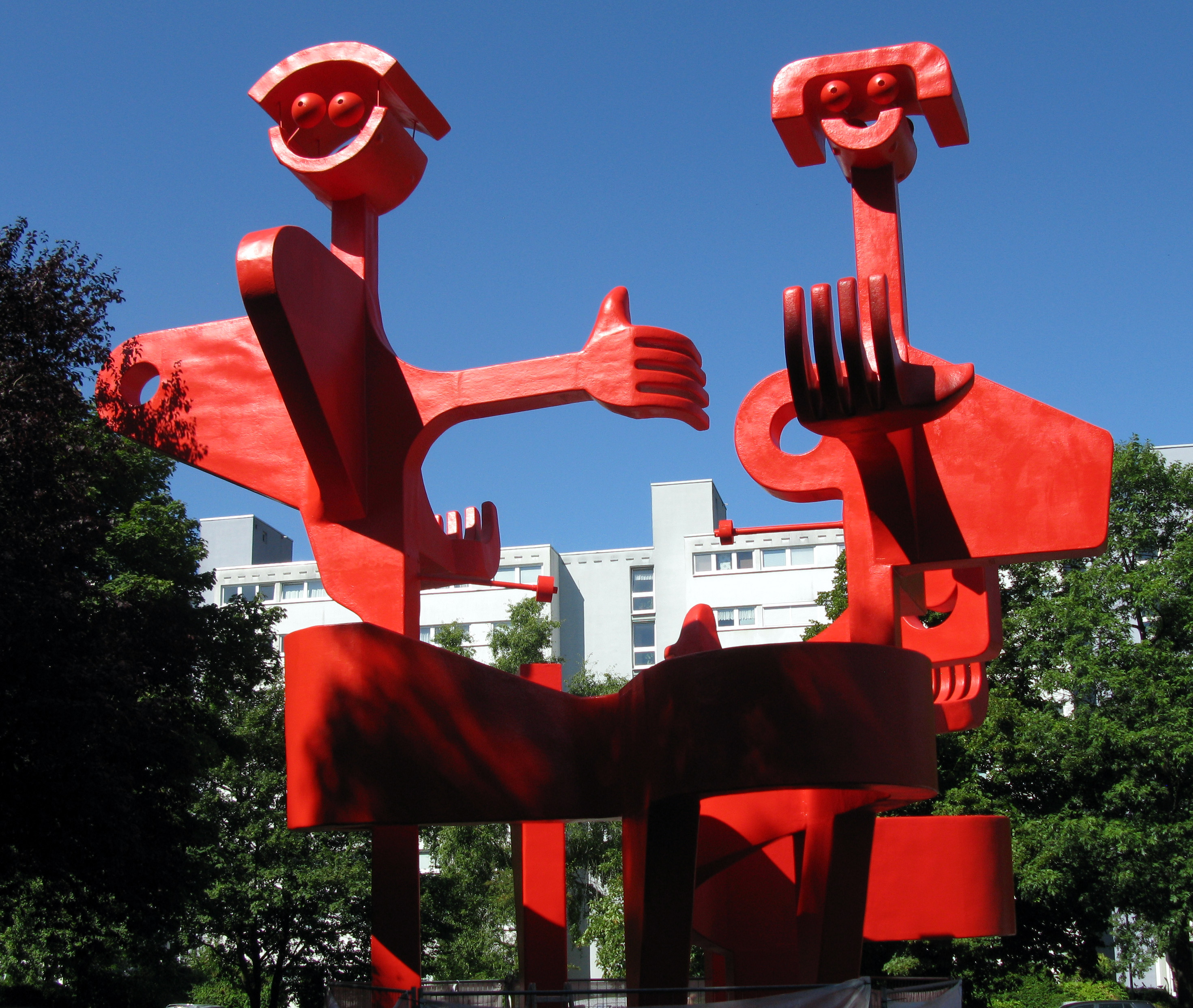
Roter Otto von Eberhard Rau

Landwasser ist ein westlicher Stadtteil von Freiburg im Breisgau, der 1964–1966 entstanden ist. Er wurde, wie auch die Stadtteile Weingarten und Rieselfeld, als Großwohnsiedlung angelegt.

## Lage
Landwasser ist umgeben von den Freiburger Stadtteilen Hochdorf im Norden, Brühl im Nordosten, Mooswald im Südosten und Lehen im Westen. Der Stadtteil ist weitgehend vom Mooswald umgeben, im Westen grenzt er an die Autobahn A 5. Nordöstlich wird er begrenzt durch die Bahnstrecke Freiburg-Breisach, im Westen durch die leichte Anhöhe „Lehener Bergle“.

## Geschichte
Am 28. April 1964 beschloss der Freiburger Gemeinderat den Bebauungsplan für einen ganz neuen Stadtteil im Westen der Stadt, für das Gebiet „Landwassermatten“, ein sumpfiges Waldgebiet. Im Frühjahr 1965 begann mit dem ersten Spatenstich die Bautätigkeit und im Juni 1966 konnten die ersten Bewohner einziehen. Bereits im Februar 1968 wurde die tausendste Wohnung bezogen.  Die Bebauung war eine geplante Mischung von Hochhäusern und großen Wohnblocks einerseits, andererseits von Bungalows und Einfamilienhäusern am südwestlichen Rand des Wohngebiets. Bewohner waren vorwiegend junge Familien, die hier relativ preisgünstigen Wohnraum fanden.
Einen weiteren Bevölkerungszuwachs bewirkte 1972 der Bezug des Komplexes Landwasser-Nord an der Wirthstraße, jenseits der Elsässer Straße – ein stark verdichteter Hochhauskomplex mit vielen Sozialwohnungen im Stil jener Jahre. Nach Fertigstellung der neuen Wirthstraße wurde der südliche Hochhauskomplex (Nr. 14 bis 22) liebevoll „Max“ (bis 17 Stockwerke) und der nördliche (Nr. 2 bis 12) „Moritz“ (bis 6 Stockwerke) genannt. Ende 2005 verkaufte die Freiburger Stadtbau den Komplex mit 325 Wohnungen an die Gagfah, die später in Vonovia aufging. Im November 2006 wurde der Verkauf weiterer Wohnungen der Stadt durch einen Volksentscheid abgewendet.
Der Bevölkerungshöchststand wurde 1975 mit 9423 Einwohnern erreicht.

## Einrichtungen
Im Zentrum des Stadtteils wurden die Infrastruktureinrichtungen geplant: Kirchen der beiden großen Konfessionen – die katholische Petrus-Canisius-Kirche und die evangelische Zachäuskirche, Kindergärten, das Schulzentrum der Albert-Schweitzer-Schulen mit Grundschule, Hauptschule und einer Förderschule für lernbehinderte Kinder und Jugendliche, das Haus der Begegnung als Kinder-, Jugend- und Stadtteilzentrum, ein Marktplatz und ein Einkaufszentrum.
Das Anfang der 1970er Jahre von Bauunternehmer Adolf Unmüßig erbaute zweistöckige Einkaufszentrum, wurde 2020/21 durch Unmüßigs Sohn Peter abgerissen und bis September 2024 mit 190 darüber liegenden Wohnungen für 175 Millionen Euro neu erbaut.
Weitere Einrichtungen kamen im Laufe der Jahre hinzu: das Krankenhaus der evangelischen Diakonie sowie eine private Praxisklinik, ein Alten- und Pflegeheim der Arbeiterwohlfahrt und ein Ausbildungszentrum der Handwerkskammer. Unmittelbar neben der Handwerkskammer wurde im April 2024 mit dem Bau eines Wohnheims für Auszubildende begonnen, in dem nach der Fertigstellung ca. 150 Auszubildende wohnen sollen. Ein Heizwerk, das Gas aus einer nahe liegenden, stillgelegten Mülldeponie nutzt, versorgt einen Teil der Wohnungen mit Fernwärme. Am Westrand des Stadtteils, fernab der Wohnbebauung an der Autobahn, befindet sich das Tierhygienische Institut Freiburg (Chemische Landesuntersuchungsanstalt).
Wahrzeichen des Stadtteils ist der Rote Otto eine zwölf Meter hohe rote Figurengruppe aus Polyester und Beton, die 1973 an herausgehobener Stelle aufgestellt wurde. Die formal stark reduzierten Figuren von Mann und Frau, sowie das kleine Quadratgesicht, welches nach Erklärung des Künstlers Eberhard Rau einen dämonischen Faun symbolisiert, können sich im oberen Bereich der Plastik je nach Luftbewegung drehen. Seit 2013 gilt der Rote Otto als Kulturdenkmal und wurde 2015 restauriert.

## Verkehr
Die Stadtbahnlinie 1 (Landwasser-Littenweiler) mit den Haltestellen Moosgrund, Diakoniekrankenhaus und der Endhaltestelle Moosweiher verbindet den Stadtteil mit der Innenstadt.
Von der Endhaltestelle Moosweiher gibt es Busverbindungen in Richtung March, Kaiserstuhl, die Stadtteile Hochdorf, Mooswald und in das Industriegebiet Nord. Es existieren vier Bushaltestellen in Landwasser: CVUA, Moosweiher, Wirthstraße und Diakoniekrankenhaus.
Die S1 (Freiburg-Breisach) bedient den Haltepunkt Freiburg Landwasser im nördlichen Teil Landwassers.
Ein gut ausgebautes Radwegenetz schafft Verbindungen in die anderen Teile der Stadt Freiburg. Über zwei Fuß- und Radverkehrsbrücken ist der südliche Teil Landwassers über die und der nördliche Teil durch eine Unterführung unter der Westtangente, die Landwasser von den östlich gelegenen Stadtteilen trennt, ist Landwasser mit Betzenhausen und Mooswald verbunden. Südlich verläuft der FR 4 durch Lehen, entlang der Breisgauer Bahn soll der Radschnellweg von Freiburg nach Breisach verlaufen und Landwasser mit Brühl und Hugstetten verbinden.
Hauptzufahrtsstraße für den motorisierten Verkehr ist die Elsässerstraße, die – auch über die Kreuzung mit der Westtangente – den Stadtteil mit dem Freiburger Straßennetz verbindet. Die Elsässerstraße ist in der Ortsdurchfahrt Landwassers stark sanierungsbedürftig und soll ab 2024 umgestaltet werden, statt der bisher vier Spuren sollen nur noch zwei Spuren für den Kfz-Verkehr durch Landwasser führen. Der freiwerdende Platz soll für bislang fehlende Gehwege durch Verlagerung der Bordsteinradwege auf die Fahrbahn verwendet werden. An der Haltestelle Moosweiher gibt es einen Park and Ride Parkplatz.

## Freizeit und Erholung
Landwasser ist parkähnlich angelegt und liegt im Mooswald, der für Spaziergänge und sportliche Aktivitäten genutzt werden kann. Darin liegt der Moosweiher, eine ehemalige Kiesgrube mit einer Halfpipe für Skateboarder und Inliner am Nordufer.

## Wappen

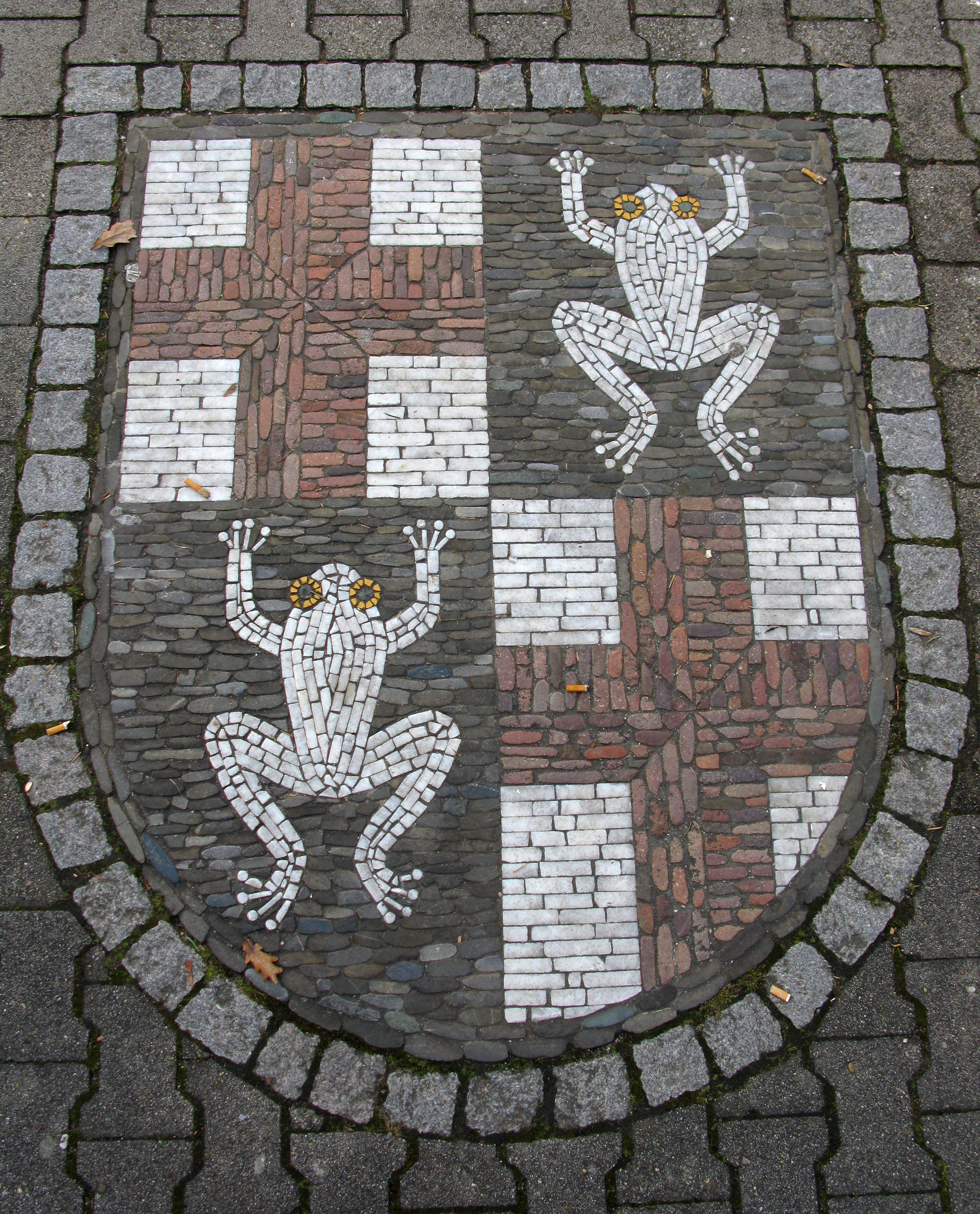
Pflastermosaik des Wappens von Landwasser

Das Wappen von Landwasser ist viergeteilt. Im linken oberen und rechten unteren Feld ist das Georgskreuz der Stadt Freiburg plastisch abgebildet, in den beiden anderen Feldern steht jeweils ein goldener Frosch auf blauem Grund, Hinweis auf die wasserreiche Lage des Stadtteils und seinen Namen.